# نبرد اونوپاروس
نبرد اونوپاروس نبردی بود که در سال ۱۴۵ پ. م بر روی رودخانه اونوپاروس (رود عفرین امروزی، سوریه) در حومه مجاور انطاکیه بر اورونتس، پایتخت امپراتوری سلوکی، رخ داد. این جنگ بین ائتلافی از مصر بطلمیوسی به رهبری بطلمیوس ششم و سلوکی‌هایی که از ادعای حکومت دیمتریوس دوم حمایت می‌کردند، در مقابل حامیان سلوکی الکساندر بالاس صورت گرفت.
نیروی بطلمیوسی در نبرد پیروز شدند و امید بالاس برای حفظ تاج و تخت پایان یافت. با این حال، بطلمیوس ششم در این نبرد دچار جراحت مرگباری شد. علیرغم اینکه نیروهای مصری در نبرد پیروز شدند، آن‌ها توسط امپراتوری سلوکی که اکنون یکپارچه شده بود، از سوریه بیرون رانده شدند.

## پیش زمینه
دیمتریوس یکم، پادشاه سلوکی، جاه طلب و شایسته بود، اما در طول سلطنت خود، دشمنان خارجی و داخلی پیدا کرد. جمهوری روم و پادشاهی پرگامون که مشتاق تضعیف دیمتریوس و سلوکیان بودند، از مدعی تاج و تخت او، الکساندر بالاس حمایت کردند. بالاس ادعا کرد که فرزند گمشده آنتیوخوس چهارم، عموی دیمتریوس یکم است و در سال ۱۵۲ پ. م به شهر بطلمیاس با حمایت مزدوران رومی و پرگامی رفت. او حداقل از رقبای داخلی دیمتریوس کمک گرفت، به ویژه از خاندان مکابی به رهبری جاناتان آپوس که او را به عنوان کاهن اعظم یهودیه منصوب کرد. بالاس و گروهش موفق شدند دیمتریوس یکم را در ۱۵۰ پ. م بکشند و تاج و تخت سلوکی را برای خود تصاحب کنند. الکساندر بالاس در ابتدا از حمایت مصر بطلمیوسی و پادشاه آن بطلمیوس ششم برخوردار بود. او برای ایجاد اتحاد با دختر بطلمیوس، کلئوپاترا تئا ازدواج کرد.
با این حال، این صلح ماندگار نشد. دیمتریوس دوم، پسر خردسال دیمتریوس یکم، نمایشنامه‌ای ساخت تا بالاس را بدنام کند، کسی که به عنوان یک حاکم ضعیف و بداخلاق شهرت پیدا کرد. جنگ داخلی از سر گرفته شد و نیروهای مصری در حدود ۱۴۷ پ. م در مرز جمع شدند و آماده مداخله در جنگ داخلی سلوکیان بودند. با اجازه الکساندر، مصریان بیشتر مناطق ساحلی سول-سوریه را اشغال کردند، با همکاری متحدان یهودی محدوده نفوذ الکساندر گسترش یافت و تپه‌ها و مناطق داخلی یهودیه را تصرف کردند. هنگامی که بطلمیوس ششم به سمت شمال حرکت می‌کرد، طرف خود را تغییر داد و از دامادش بالاس خواست که وزیر ارشد خود را به اتهامات احتمالاً جعلی تحویل دهد. احتمالاً دیمتریوس دوم پیشنهاد داده بود که در صورت متحد شدن بطلمیوس با او، حکومت مدت بطلمیوسی‌ها را بر سول-سوریه به رسمیت بشناسد. پس بطلمیوس ششم به انطاکیه لشکرکشی کرد. الکساندر شهر را رها کرد. بطلمیوس ششم پایتخت سوریه را برای دیمتریوس دوم به عنوان حاکم دست‌نشانده‌اش فتح کرده بود. ازدواج دخترش کلئوپاترا تئا با بالاس منتفی شد و او با دیمتریوس ازدواج کرد.

## نبرد
بطلمیوس ششم و دیمتریوس دوم برای کسب وفاداری اشراف یونانی انطاکیه تلاش کردند. در همین حین بالاس از کیلیکیه خارج شد و وارد سوریه شد. هواداران او حومه‌های اطراف انطاکیه را غارت کردند تا بر مهاجمان مصری فشار بیاورند. ارتش مشترک بطلمیوس و دیمتریوس به الکساندر حمله کرده و به حملات او پایان دادند. ارتش ائتلاف آن‌ها با ارتش الکساندر در کنار رودخانه اونوپاروس در نزدیکی انطاکیه درگیر شد. ارتش بطلمیوسی پیروز شد و بالاس را مجبور به فرار کرد.

## عواقب
در حالی که ارتش بطلمیوسی پیروز نبرد شد، اما در واقع بالاس و بطلمیوس ششم هر دو شکست خوردند. بطلمیوس علیرغم این‌که پیروز شد، در این نبرد مجروح شد. ظاهراً اسبش پس از ترسیدن از یک فیل روی او افتاد. نگهبانانش از او محافظت کرده و در حالت گیجی به مصر بازگردانده شد.
الکساندر بالاس برای پناهندگی به نبطیه گریخت، اما متحدانش در آنجا به او خیانت کردند. او توسط یکی از شاهزادگان نبطی به نام زبدیل کشته شده و سر او را جدا کرد؛ بنابراین، برنده غیرمنتظره نبرد، دیمتریوس دوم جوان بود که به ناگهان رقبای بالقوه خود برای قدرت را مرده یافت. با اتحاد کوتاه مدت سلوکی‌ها، دیمتریوس به متحدان مصری سابق خود روی آورد و توانست نیروهای اشغالگر بطلمیوسی را از انطاکیه و سول-سوریه بیرون کند. مصر بطلمیوسی که ظاهراً به دستاوردهای بزرگ ارضی دست یافته بود و رقیب دیرینه خود را به یک کشور دست‌نشانده تقلیل داده بود به جایی که در ۱۵۲ پ. م بود بازگشت.